# Isaac Kiprono Songok
Isaac Kiprono Songok, né le 25 avril 1984 à Kaptel, est un athlète kenyan.

## Palmarès

### Championnats du monde d'athlétisme
- Championnats du monde d'athlétisme de 2007 à Osaka ( Japon)
  - éliminé en demi-finale sur 5 000 m

### Autres
- Championnats du monde jeunesse sur 1 500 mètres 2001
- Championnat du monde de cross
  - médaille d'argent du cross court des mondiaux 2006
  - médaille de bronze du cross court des mondiaux 2005
- Jeux du Commonwealth
  - médaille d'or sur 5 000 mètres en 2006
- record du monde
  - record du monde du mile junior avec 3:54.56
  - record du monde du 2 000 junior avec 4:56.86